# 株洲高新技术产业开发区
株洲高新技术产业开发区位于湖南省株洲市，是1992年11月经国务院批准建立的国家高新技术产业开发区，面积328平方公里，人口30万人。

## 历史沿革
- 1992年5月：经湖南省人民政府批准，成立株洲高新技术产业开发区。
- 1992年11月：经国务院批准，株洲高新技术产业开发区升级为国家高新技术产业开发区[2]。